# Hubertusburský mír

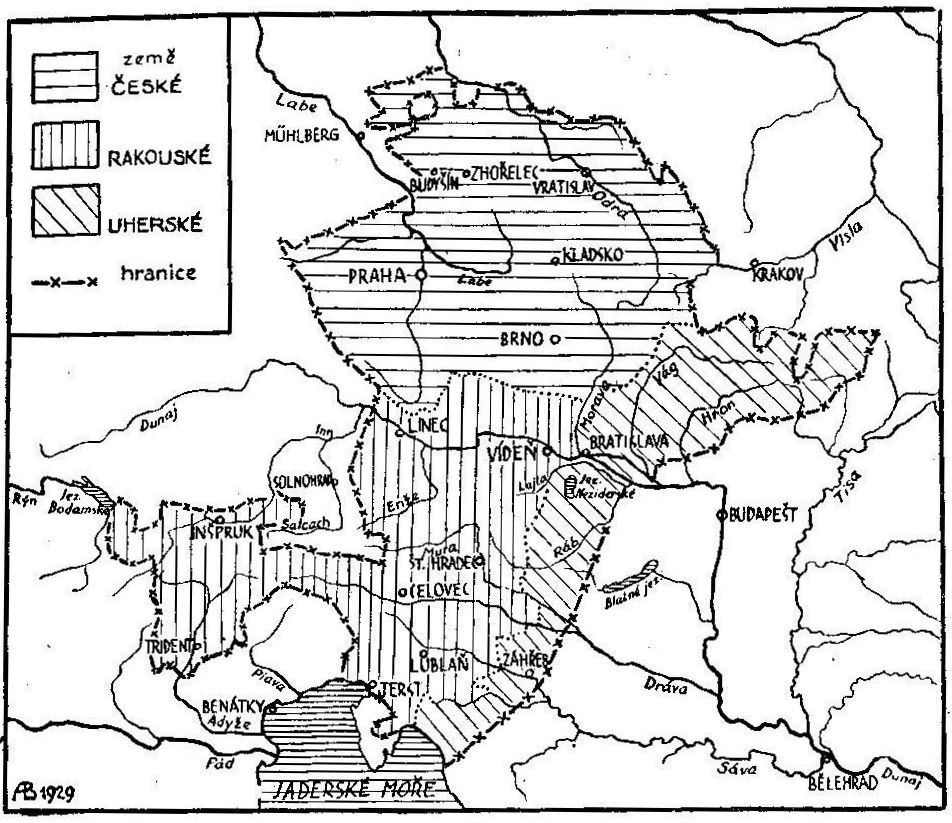
Země Koruny české v 16. století

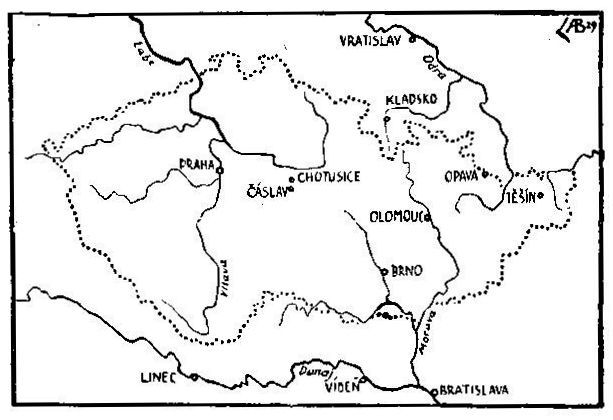
Země Koruny české po Vratislavském míru, do roku 1918

Hubertusburský mír (německy Frieden von Hubertusburg) byla mírová smlouva, uzavřená 15. února 1763 na zámku Hubertusburg mezi Pruskem, Habsburskou monarchií a Saským kurfiřtstvím.
Krátce předtím byla pařížským mírem ukončena sedmiletá válka v oblastech Západní Evropy, Severní Ameriky a Indie. Tuto válku vedly Království Velké Británie a Portugalsko proti Francii a Španělsku. Hubertusburským mírem byly potvrzeny výsledky Vratislavského a Drážďanského míru. Pro Habsburskou monarchii to znamenalo zejména definitivní ztrátu větší části Slezska. Tato část, včetně Kladského hrabství, přestala být součástí zemí Koruny české a stala se součástí Pruska.